# Луна-5
«Луна-5» — советская автоматическая межпланетная станция для изучения Луны и космического пространства.
9 мая 1965 года осуществлён пуск ракеты-носителя «Молния», которая вывела «Луну-5» на траекторию полёта к Луне. Запланированную мягкую посадку осуществить не удалось, и 12 мая 1965 года «Луна-5» упала на Луну. По первоначальным данным, это произошло рядом с Морем Облаков (31° ю. ш. 8° з. д. / 31° ю. ш. 8° з. д.), по более новой оценке — около кратера Коперник (8° с. ш. 23° з. д. / 8° с. ш. 23° з. д.).